# Къзълузен
Къзълузен или Кизилузен (в долното течение Сефидруд) е река в северозападната част на Иран, вливаща се в Каспийско море. Дължина 720 km, площ на водосборния басейн 56 000 km². Река Къзълузен извира от северозападните части на планината Загрос, на 2367 m н.в., в провинция Кюрдистан, на около 30 km на север-северозапад от административния център Сенендедж. В горното и част от средното си течение тече на североизток и север между Арменската и Иранската планинска земя, а след град Миане рязко завива на югоизток и тече покрай югозападните склонове на планината Алборз. В района на град Менджил се съединява с идващата отдясно река Шахруд, отново завива на североизток и вече под името Сефидруд чрез дълбоко и тясно дефиле проломява западната част на планината Алборз, в района на град Рещ навлиза в южната част на Прикаспийската низина и чрез обширна делта се влива от юг в Каспийско море. основни притоци: леви – Кемчегай, Керанку; десни – Телвар, Чай, Соджасруд, Зенджан, Шахруд. Среден годишен отток около 130 m³/s, максимален – около 600 m³/s, с два периода на пълноводие: през пролетта – от топенето на снеговете и есента – от дъждовете. При сливането на Къзълузен с Шахрес е изграден хидровъзелът Сефидруд, включващ ВЕЦ с мощност 90 Мвт, преградна стена с височина над 100 m и водохранилище.В басейна на реката се напояват над 200 хил. ха земеделски земи, заети предимно от зърнени култури, овощни градини и лозя. На реката са разположени два големи ирански града – Миане в средното течение и Рещ – в делтата..